# Invincible Eleven

El Invincible Eleven (I.E.) es un equipo de fútbol de Liberia que participa en la Premier League de Liberia, la liga más importante de fútbol en el país.

## Historia
Fue fundado en 1943 en la capital Monrovia con jugadores entre 13 y 20 años de edad, principalmente eran estudiante de colegio y es el equipo con más campeonatos nacionales en Liberia, siendo también el primer equipo del país en participar en una competición internacional, la Copa Africana de Clubes Campeones en 1966.
De ese equipo surgió uno de los mejores jugadores africanos de la historia: George Weah, quien se convirtió en el primer jugador africano en ganar el balón de oro como el mejor jugador en la UEFA.

## Palmarés
- Premier League de Liberia: 13

1963, 1964, 1965, 1966, 1980, 1981, 1983, 1984, 1985, 1987, 1997, 1998, 2007.
- Copa de Liberia: 5

1987, 1991, 1997, 1998, 2011

## Participación en competiciones de la CAF
| Temporada | Torneo                            | Ronda      | Club                      | Casa  | Visita | Global |
| --------- | --------------------------------- | ---------- | ------------------------- | ----- | ------ | ------ |
| 1966      | Copa Africana de Clubes Campeones | 1          | AS Real Bamako            | 2-3   | 0-6    | 2-9    |
| 1981      | Copa Africana de Clubes Campeones | 1          | Asante Kotoko             | 1-1   | 0-3    | 1-4    |
| 1982      | Copa Africana de Clubes Campeones | 1          | Tonnerre Yaoundé          | 1-0   | 1-1    | 2-1    |
| 1982      | Copa Africana de Clubes Campeones | 2          | Asante Kotoko             | 0-0   | 0-3    | 0-3    |
| 1984      | Copa Africana de Clubes Campeones | Preliminar | Real Republicans          | 0-0   | 0-1    | 0-1    |
| 1985      | Copa Africana de Clubes Campeones | 1          | Stade Malien              | 3-0   | 1-1    | 4-11   |
| 1986      | Copa Africana de Clubes Campeones | 1          | Horoya AC                 | 3-1   | 0-4    | 3-5    |
| 1988      | Copa Africana de Clubes Campeones | 1          | FAR Rabat                 | 0-1   | 0-0    | 0-1    |
| 1992      | Recopa Africana                   | 1          | Great Olympics            | 0-2   | 1-0    | 1-2    |
| 1999      | Liga de Campeones de la CAF       | Preliminar | ASC Ndiambour             | w.o.2 | 0-4    | 0-4    |
| 2008      | Liga de Campeones de la CAF       | Preliminar | AS Kaloum Star            | w.o.2 | w.o.2  | w.o.2  |
| 2012      | Copa Confederación de la CAF      | Preliminar | ADR Desportivo de Mansabá | w.o.3 | w.o.3  | w.o.3  |
| 2012      | Copa Confederación de la CAF      | 1          | WAC Casablanca            | 0-2   | 1-4    | 1-6    |

1- Invincible Eleven fue expulsado del torneo por alinear a un jugador que no estaba inscrito para el torneo.

2- Invincible Eleven abandonó el torneo.

3- Desportivo de Mansabá abandonó el torneo.